# 宜东镇
宜东镇，是中华人民共和国四川省雅安市汉源县下辖的一个乡镇级行政单位。2019年12月，撤销三交乡和梨园乡，将其所属行政区域划归宜东镇管辖。

## 行政区划
宜东镇下辖以下地区：
天罡村、茂盛村、长荣村、广安村、大安村、群安村、众安村、永定村、关华村、新市村、富乡村、海银村和银安村。

## 中国传统村落
2013年8月，天罡村被评为第二批中国传统村落。